# Blackout (album Britney Spears)
Blackout – piąty studyjny album amerykańskiej piosenkarki Britney Spears. Jest to pierwszy studyjny album Britney od wydania płyty "In the Zone" (2003). Płyta w Polsce pojawiła się 26 października 2007. Ogólnoświatowa premiera odbyła się 30 października 2007. Płytę promował singel Gimme More. Album zadebiutował na 2. miejscu U.S. Billboard 200. Billboard uznał "Blackout" za najlepszą płytę 2007 roku. Zajęła ona również 37. miejsce najlepiej sprzedających się płyt w 2007. Drugi singiel z albumu - Piece Of Me został nagrodzony trzema statuetkami podczas gali MTV Video Music Awards 2008 w kategoriach takich jak: „Najlepszy Teledysk Popowy”, „Najlepszy teledysk kobiecy” oraz „Najlepszy teledysk roku”. Ponadto w listopadzie 2008 r. podczas gali MTV Europe Music Awards 2008 w Liverpoolu Britney otrzymała nagrodę w kategorii „Płyta Roku” za album "Blackout".

## Prace nad albumem
Spears zaczęła pisać piosenki na album w listopadzie 2003, eksperymentując z bardziej akustycznymi brzmieniami. Po ślubie z jej ówczesnym małżonkiem, Kevinem Federline i po urodzeniu jej pierwszego syna, zdecydowała się w 2006 roku na nagrywanie wraz z producentami JR Rotem, Danja i Kara Dio Guardi. We wrześniu 2006 urodziła drugiego syna i wystąpiła o rozwód, a następnie kontynuowała prace tym razem z grupą producencką The Clutch i Bloodshy & Avant. W maju rozpoczęła mini trasę koncertową nazwaną The M+M’s Tour występując tylko w klubach w Stanach Zjednoczonych.
Sesje nagraniowe do "Blackout" odbywały się w całym kraju, włącznie ze studiem nagraniowym w domu artystki. Wielu artystów wyrażało podziw dla etyki jej pracy i profesjonalizmu pomimo problemów osobistych, jakie Spears wtedy przeżywała. Chciała by jej album zachęcał do dobrej zabawy, przy którym można tańczyć. Blackout jest głównie electropopowy, zawiera elementy funku, dubstepu i eurodisco. Temat albumu nawiązuje do sławy artystki oraz dobrej zabawy. Zdjęcia do albumu zostały wykonane przez niemiecką fotograf Ellen von Unwerth. Blackout miał być wydany w dniu 13 listopada 2007 r, lecz ze względu na nieautoryzowane przecieki premiera została przeniesiona na 30 października. Wydawnictwo otrzymało w większości pozytywne recenzje od krytyków muzycznych, którzy stwierdzili, że jest ono najbardziej spójną z prac Spears, choć krytykowano zbytnio przetworzone wokale piosenkarki.
Wydano trzy single – Gimme More, Piece of Me oraz Break the Ice. Początkowo planowano także wydać Radar, jako singel lecz wycofano się z tych planów, gdyż Spears zdecydowała się nagrywać kolejny album. Radar ostatecznie wydano jako czwarty i ostatni singel szóstego albumu Spears Circus.

## Kompozycje
Danja stwierdził, że celem Spears było stworzenie tanecznego albumu, celebrującego dobrą zabawę i kobiecość, który nie będzie wspominał o jej problemach osobistych. Album otwiera pierwszy singiel „Gimme More”, optymistyczna dance-pop piosenka z wpływami electro i funk. Pochodzi z niej charakterystyczna fraza "It's Britney, bitch!". Utwór nawiązuje do niezdrowej fascynacji ludzi życiem prywatnym piosenkarki. Kolejna singiel to „Piece of Me”. Mówi o sławie i "potknięciach" Spears, które są jej wytykane przez media. Klip został nominowany w trzech kategoriach na MTV Video Music Awards 2008 i wygrał wszystkie z nich, w tym Video Roku. Trzecia ścieżka albumu, to „Radar”. Czwarty utwór i trzeci singiel to „Break the Ice”. Spears zaczyna piosenkę przeprosinami "It's been a while (Zajęło mi to chwilę)/ I know I shoudn't kept you waitin (Wiem, że nie powinnam była kazać wam czekać)/ But I'm here now (Ale jestem tu i teraz). Piąte nagranie to „Heaven on Earth”. Spears wyznała, że jest to jej ulubiona piosenka z albumu. Opowiada o osobie, którą kocha i z którą czuje się świetnie.

## Lista utworów
1. „Gimme More” - Nate Hills, James Washington, Keri Hilson, Marcella Araica - 4:11
2. „Piece of Me” - Christian Karlsson, Pontus Winnberg, Klas Ahlund - 3:32
3. „Radar” - Christian Karlsson, Pontus Winnberg, Henrik Jonback, Balewa Muhammad, Candice Nelson, Ezekiel "Zeke" Lewis, Patrick J. Que Smith - 3:49
4. „Break the Ice” (Nate Hills, James Washington, Keri Hilson, Marcella Araica) 3:16
5. „Heaven On Earth” - Michael McGroarty, Nick Huntington, Nicole Morier - 4:52
6. „Get Naked (I Got a Plan)” - Corte Ellis, Nate Hills, Marcella Araica - 4:45
7. „Freakshow” - Christian Karlsson, Pontus Winnberg, Henrik Jonback, Ezekiel Lewis, Patrick "J.Que" Smith, Britney Spears - 2:55
8. „Toy Soldier” - Christian Karlsson, Pontus Winnberg, M. Wallbert, Sean Garrett - 3:21
9. „Hot As Ice” - T-Pain, Nate Hills, Marcella Araica - 3:16
10. „Ooh Ooh Baby” - Kara DioGuardi, Farid Nassar, Erick Coomes, Britney Spears - 3:28
11. „Perfect Lover” - Nate Hills, James Washington, Keri Hilson, Marcella Araica - 3:02
12. „Why Should I Be Sad?” - Pharrell Williams - 3:10

Utwory bonusowe
- „Outta This World” (Japonia Bonus Track)– 3:44
- „Everybody” (iTunes i Japonia Bonus Track) – 3:18
- „Get Back” (iTunes i Japonia Bonus Track) – 3:51

## Single
| Data wydania | Singel          | Pozycje na listach | Pozycje na listach | Pozycje na listach | Pozycje na listach | Pozycje na listach | Pozycje na listach | Pozycje na listach | Pozycje na listach | Pozycje na listach | Pozycje na listach | Pozycje na listach | Pozycje na listach | Sprzedaż   | Sprzedaż |
| Data wydania | Singel          |                    | Unia Europejska    | Stany Zjednoczone  | Wielka Brytania    | Kanada             | Australia          | Niemcy             | Francja            | Irlandia           | Brazylia           | Polska             | Szwecja            |            |          |
| ------------ | --------------- | ------------------ | ------------------ | ------------------ | ------------------ | ------------------ | ------------------ | ------------------ | ------------------ | ------------------ | ------------------ | ------------------ | ------------------ | ---------- | -------- |
| 09.2007      | "Gimme More"    | 2                  | 1                  | 3                  | 3                  | 1                  | 3                  | 7                  | 5                  | 2                  | 2                  | 20                 | 2                  | 3.200.000+ |          |
| 01.2008      | "Piece Of Me"   | 6                  | 5                  | 18                 | 2                  | 5                  | 2                  | 7                  | —                  | 1                  | 1                  | 20                 | 9                  | 2.600.000+ |          |
| 04.2008      | "Break the Ice" | 20                 | 26                 | 43                 | 15                 | 9                  | 23                 | 25                 | —                  | 7                  | 29                 | 3                  | 11                 | 1.100.000+ |          |
| 07.2008      | "Radar"         | —                  | 70                 | 88                 | 46                 | 53                 | 46                 | —                  | 44                 | 32                 | 4                  | 34                 | 8                  | —          |          |

## Pozycje sprzedaży
| Lista przebojów                   | Provider(s)                   | Najwyższa pozycja | Certyfikaty        | Sprzedaż   |
| --------------------------------- | ----------------------------- | ----------------- | ------------------ | ---------- |
| Rosja Albums Chart                | Russian Albums Chart          | 1                 | 3× Platynowa Płyta | 60,000+    |
| Australia Albums Chart            | ARIA                          | 1                 | Platynowa Płyta    | 100,000+   |
| Irlandia Albums Chart             | IRMA                          | 1                 | Platynowa Płyta    | 15,000     |
| Kanada Albums Chart               | Nielsen SoundScan             | 1                 | Platynowa Płyta    | 100,000+   |
| Wielka Brytania Albums Chart      | British Phonographic Industry | 2                 | Złota Płyta        | 250,000+   |
| Stany Zjednoczone Billboard 200   | RIAA                          | 2                 | Platynowa Płyta    | 965,000+   |
| Argentyna Albums Chart            | CAPIF                         | 1                 | Złota Płyta        | 25,000+    |
| Brazylia Albums Chart             | ABPD                          | 1                 | Złota Płyta        | 50,000+    |
| Japonia                           | Oricon                        | 1                 | Złota Płyta        | 80,000+    |
| Francja Albums Chart              | SNEP/IFOP                     | 2                 | Złota Płyta        | 75,000+    |
| Grecja International Albums Chart | IFPI Greece                   | 3                 | Złota Płyta        | 10,000+    |
| Belgia Albums Chart               | IFPI Belgium                  | 6                 | Złota Płyta        | 30,000     |
| Hiszpania Albums Chart            | PROMUSICAE                    | 11                | Złota Płyta        | 40,000+    |
| Węgry Albums Chart                | MAHASZ                        | 1                 | Złota Płyta        | 3,000      |
| Nowa Zelandia Albums Chart        | RIANZ                         | 8                 | Złota Płyta        | 7,500+     |
| Włochy Albums Chart               | FIMI                          | 6                 | Złota Płyta        | 40,000     |
| Polska                            | ZPAV                          |                   | platynowa płyta    | 20 000+    |
| Świat                             | United World Chart            | 2                 | Platynowa Płyta    | 3.100.000+ |

## iTunes
| Kraj              | Pozycja |
| ----------------- | ------- |
| Stany Zjednoczone | 1       |
| Wielka Brytania   | 1       |
| Kanada            | 1       |
| Niemcy            | 1       |
| Francja           | 1       |
| Australia         | 1       |
| Belgia            | 1       |
| Dania             | 1       |
| Irlandia          | 1       |
| Nowa Zelandia     | 1       |
| Norwegia          | 1       |
| Szwecja           | 1       |
| Holandia          | 2       |
| Hiszpania         | 2       |
| Szwajcaria        | 4       |
| Grecja            | 5       |
| Austria           | 6       |
| Finlandia         | 6       |
| Włochy            | 7       |
| Japonia           | 7       |

## Nagrody
| Ceremonia                      | Nagroda                                                           | Status    |
| ------------------------------ | ----------------------------------------------------------------- | --------- |
| Billboard.com Awards           | Album of The Year (Album roku 2007)                               | Wygrana   |
| Virgin Media Music Awards 2007 | Best Female Performer (Najlepsza piosenkarka)                     | Nominacja |
| Virgin Media Music Awards 2007 | Album of the Year (Album roku 2007)                               | Nominacja |
| 2008 NRJ Music Awards          | Best International Album (Najlepszy międzynarodowy album)         | Wygrana   |
| iTunes                         | Best Pop Album of the Year (Najlepszy album POP roku 2007)        | Wygrana   |
| Hit Music Awards               | Best International Album (Najlepszy zagraniczny album)            | Wygrana   |
| Hit Music Awards               | Best International Female Artist (Najlepsza zagraniczna artystka) | Wygrana   |
| Hit Music Awards               | Best Song (Gimme More) (Najlepsza piosenka (Gimme More))          | Wygrana   |
| TRL Awards                     | First Lady (Najlepsza artystka)                                   | Nominacja |
| TRL Awards                     | Best Number One of the Year (Numer roku)                          | Nominacja |
| MTV Video Music Awards 2008    | Best Female Video (Piece of Me) (Najlepszy teledysk piosenkarki)  | Wygrana   |
| MTV Video Music Awards 2008    | Best Pop Video (Piece of Me) (Najlepszy teledysk Pop)             | Wygrana   |
| MTV Video Music Awards 2008    | Video of The Year (Piece of Me) (Teledysk roku)                   | Wygrana   |
| MTV Europe Music Awards        | Album Of The Year (Album roku)                                    | Wygrana   |